# 1850 na música

## Nascimentos
| Data           | Nome                      | Profissão                                                               | Nacionalidade                              | Observações | Ref   |
| -------------- | ------------------------- | ----------------------------------------------------------------------- | ------------------------------------------ | ----------- | ----- |
| 6 de janeiro   | Xaver Scharwenka          | pianista e compositor                                                   | Polónia / Alemanha                         | m. 1924     |       |
| 3 de julho     | Alfredo Keil              | compositor de música, pintor, poeta, arqueólogo e coleccionador de arte | Reino Unido de Portugal, Brasil e Algarves | m. 1907     |       |
| 8 de outubro   | Manoel Tranquilino Bastos | clarinetista, compositor, maestro e professor de música                 | Brasil                                     | m. 1935     | [ 1 ] |
| 21 de dezembro | Zdeněk Fibich             | compositor                                                              | Áustria-Hungria                            | m. 1900     |       |

## Mortes
| Data | Nome | Profissão | Nacionalidade | Observações | Ref |
| ---- | ---- | --------- | ------------- | ----------- | --- |